# Parachtes deminutus
Parachtes deminutus là một loài nhện trong họ Dysderidae.
Loài này thuộc chi Parachtes. Parachtes deminutus được J. Denis miêu tả năm 1957.